# Esbjörn Hofverberg
Esbjörn „Esa“ Hofverberg (* 7. Oktober 1970 in Seoul) ist ein ehemaliger deutsch-schwedischer Eishockeyspieler. Seit 2022 ist er Assistenztrainer beim ETC Crimmitschau.

## Werdegang
Hofverberg wurde in der südkoreanischen Hauptstadt Seoul geboren. Als Baby wurde er in einem Kinderheim abgegeben. Nach eigener Aussage kennt er seine leiblichen Eltern nicht. Im Alter von einem Jahr wurde er von der schwedischen Familie Hofverberg adoptiert und wuchs in der Kleinstadt Klemensnäs auf. Seine Eishockeykarriere begann bei Clemensnäs HC. Später spielte er für Skellefteå AIK in der zweithöchsten schwedischen Liga.
Im Jahre 1996 wechselte Hofverberg zum deutschen Zweitligisten Grefrather EV, mit dem er sich zwei Jahre später für die wieder eingeführte 2. Bundesliga qualifizierte. Nach dem finanziellen Aus des Grefrather EV wechselte Hofverberg für ein Jahr zum Oberligisten Herforder EC, wo er zum besten Abwehrspieler der Liga gewählt wurde. Auch der Herforder EC musste sich am Saisonende zurückziehen, woraufhin Hofverberg zum Zweitligisten ETC Crimmitschau wechselte.
Mit Crimmitschau stieg Hofverberg 2006 aus der 2. Bundesliga ab. Nach dem direkten Wiederaufstieg verließ er Crimmitschau, da er sich mit dem Verein nicht auf einen neuen Vertrag einigen konnte. Daraufhin ging Hofverberg zum Blues Lions Leipzig. 2008 nahm er am ESBG-Allstar-Game teil. Nach einer Knieverletzung beendete er zunächst seine Karriere. Ein Jahr später gab er bei den Blue Devils Weiden sein Comeback, bevor er über die Stationen ERV Chemnitz 07, ETC Crimmitschau und Wild Boys Chemnitz 2014 zu den Icefighters Leipzig kam. In der Saison 2021/22 spielte Hofverberg für die Mighty Dogs Schweinfurt in der viertklassigen Bayernliga.
2022 beendet er seine Spielerkarriere endgültig und wurde Co-Trainer der Eispiraten Crimmitschau.

## Privates
Esbjörn Hofverberg ist mit einer Deutschen verheiratet und hat einen Sohn und eine Tochter. Beide Kinder spielen ebenfalls Eishockey und sind im Nachwuchs der Eispiraten Crimmitschau aktiv. Seine Tochter Chanel Hofverberg nahm 2020 an den Olympischen Jugend-Winterspielen in Lausanne teil. Er arbeitet als Golflehrer und Pferdezüchter.